# Gelastocoris
Gelastocoris is een geslacht van wantsen uit de familie van de Gelastocoridae. Het geslacht werd voor het eerst wetenschappelijk beschreven door George Willis Kirkaldy in 1897.

## Soorten
Het genus bevat de volgende soorten:

- Gelastocoris amazonensis Melin, 1928
- Gelastocoris andinus Melin, 1929
- Gelastocoris angulatus (Melin, 1929)
- Gelastocoris apureensis Melin, 1929
- Gelastocoris bolivianus De Carlo, 1954
- Gelastocoris bridarollii (De Carlo, 1954)
- Gelastocoris bufo (Herrich-Schäffer, 1840)
- Gelastocoris curiosus Poinar & Brown, 2016
- Gelastocoris decarloi Estévez & Schnack, 1977
- Gelastocoris flavus (Guérin-Méneville, 1835)
- Gelastocoris fuscus Martin, 1929
- Gelastocoris hungerfordi Melin, 1929
- Gelastocoris major Montandon, 1910
- Gelastocoris mansosotoi (De Carlo, 1954)
- Gelastocoris martinezi De Carlo, 1954
- Gelastocoris monrosi De Carlo, 1959
- Gelastocoris nebulosus (Guérin-Méneville, 1844)
- Gelastocoris oculatus (Fabricius, 1798)
- Gelastocoris paraguayensis De Carlo, 1954
- Gelastocoris peruensis Melin, 1929
- Gelastocoris quadrimaculatus (Guérin-Méneville, 1844)
- Gelastocoris rotundatus Champion, 1901
- Gelastocoris vandamepompanoni Boulard & Jauffret, 1984
- Gelastocoris variegatus (Guérin, 1844)
- Gelastocoris vicinus Champion, 1901
- Gelastocoris viridis Todd, 1955
- Gelastocoris willneri (De Carlo, 1954)